# Pantherfibel
El Pantherfibel fue el manual de instrucciones entregado a los tripulantes de los tanques alemanes Panther durante la Segunda Guerra Mundial. Fue aprobado por Heinz Guderian, al igual que el Tigerfibel —que se entregaba a los tripulantes de los tanques Tiger—. 
Al igual que otros manuales similares cómo el ya mencionado Tigerfibel estaban pensados para atraer el interés de la tripulación y detallarles lo que tenían que saber para el mantenimiento y uso diario de sus tanques. Están escritos en buena parte en un tono poético, con mucho sentido del humor y bastantes ilustraciones, todo lo cual contrasta con el típico manual de tanque alemán de la época el cual describe la maquinaria y manera de operar éste de manera mucho más aburrida y detallada.